# 麥克尼爾冰川
63°54′S 59°26′W / 63.900°S 59.433°W
麥克尼爾冰川是南極洲的冰川，位於葛拉漢地西部，最終在阿爾蒙德角東南面注入夏科灣，在1948年由英國的探測隊被繪入地圖。